# Santa Eufémia (Leiria)
Santa Eufémia ist ein Ort und eine ehemalige Gemeinde (Freguesia) im portugiesischen Kreis Leiria. Die Gemeinde hatte 2332 Einwohner (Stand 30. Juni 2011).
Am 29. September 2013 wurden die Gemeinden Santa Eufémia und Boa Vista zur neuen Gemeinde União das Freguesias de Santa Eufémia e Boa Vista zusammengeschlossen. Santa Eufémia ist Sitz dieser neu gebildeten Gemeinde.